# Chiliomódi
Chiliomódi (grec moderne : Χιλιομόδι, « mille boisseaux ») est un village grec. Sa population en 2001 est de 1 750 habitants.

## Géographie
Chiliomódi est un district municipal situé dans une vallée au sud-ouest de la ville de Corinthe, en Grèce. Le village est à 3 km au sud-est de Koutalas, 5 km à l'ouest de Athikia, à 15 km de Corinthe et 23 km au nord d'Argos sur la route nationale grecque 7 (Corinthe - Argos - Tripoli - Kalamata) et sur le chemin de fer de Corinthe à Kalamata.

## Histoire
La cité antique de Ténée s'y élevait. L'histoire de Chiliomódi est celle de la Corinthie et du nord du Péloponnèse. L'économie y était très agricole jusqu'à la fin du XXe siècle lorsque le village a commencé à devenir résidentiel, avec des habitants allant travailler à Corinthe ou Athènes, dont l'arrivée a compensé l'exode rural. Chiliomódi a subi des dommages lors des incendies de 2007.

## Population
| Années | Population |
| ------ | ---------- |
| 1981   | 1 704      |
| 1991   | 1 718      |
| 2001   | 1 750      |

## Personnalités liées à la commune
- Irène Papas (1926-2022) actrice, née et décédée dans la commune
- Vasilis Rotas (1889 - 1977) écrivain
- Manousos Manousakis (1950-) écrivain et cinéaste

## Archéologie
- Apollon de Ténée

## Musique
- 1000mods groupe de stoner rock